# Vintjärn
För andra betydelser, se Vintjärnen.
Vintjärn är en småort i Falu kommun. Orten ligger vid länsväg 850 mellan Svärdsjö och Svartnäs i Svärdsjö socken, i ett landskap som till allra största delen präglas av skog.

## Historia
Vintjärn var från början en fäbod under Isala och Böle byar. Troligen har här funnits enstaka fast bosatta sedan 1600-talet, men det var först i och med upptäckten av järnmalm 1725 och gruvbrytningen som följde som Vintjärn fick en större fast befolkning och som orten kom att utvecklas. Malmförekomsten lär ha upptäckts av Olof Andersson, som också startade gruvbrytningen.
Vintjärn har haft genomgående järnvägsförbindelse i form av Dala–Ockelbo–Norrsundets Järnväg, som bland annat använts för att frakta malm från Vintjärn till Ockelbo, och Åg–Vintjärns Järnväg som fraktade malm till Åg
. Järnvägen användes till slutet av 1960-talet. 1968 revs rälsen upp och naturen började långsamt ta förlorad mark tillbaka.
Gruvbrytningen i Vintjärns gruvor upphörde 1979.

### Befolkningsutveckling
| Befolkningsutvecklingen i Vintjärn 1950–2015  | Befolkningsutvecklingen i Vintjärn 1950–2015 | Befolkningsutvecklingen i Vintjärn 1950–2015 | Befolkningsutvecklingen i Vintjärn 1950–2015 | Befolkningsutvecklingen i Vintjärn 1950–2015 |
| --------------------------------------------- | -------------------------------------------- | -------------------------------------------- | -------------------------------------------- | -------------------------------------------- |
|                                               |                                              |                                              |                                              |                                              |
| År                                            |                                              |                                              | Folkmängd                                    | Areal (ha)                                   |
| 1950                                          | 1950                                         |                                              | 298                                          |                                              |
| 1960                                          | 1960                                         |                                              | 226                                          |                                              |
| 1965                                          | 1965                                         |                                              | 206                                          |                                              |
| 1970                                          | 1970                                         |                                              | 224                                          |                                              |
| 1990                                          | 1990                                         |                                              | 107                                          | 41#                                          |
| 1995                                          | 1995                                         |                                              | 97                                           | 49#                                          |
| 2000                                          | 2000                                         |                                              | 77                                           | 49#                                          |
| 2005                                          | 2005                                         |                                              | 58                                           | 47#                                          |
| 2010                                          | 2010                                         |                                              | 58                                           | 48#                                          |
| 2015                                          | 2015                                         |                                              | 52                                           | 48#                                          |
| Anm.: Upphörde som tätort 1975. # Som småort. |                                              |                                              |                                              |                                              |

## Nöje och kultur
Vintjärns Folkets Hus har genom åren hyst evenemang som samlade danslystna ungdomar från hela socknen. På repertoaren stod vals, hambo, tango och foxtrot samt ibland, med lämplig sättning i orkestern, ren swingmusik. Numera används byggnaden till diverse sammankomster som föreningsmöten, bingo, fester och utställningar.
Under många år fanns det ett café i Vintjärn. Det var en samlingspunkt, där smygröktes den första cigarretten, där spirade tonårsromanser, där åts nybakade kanelbullar och framförallt, där dracks otaliga koppar kaffe. Under en period användes byggnaden också som pensionat.
Artisten Lars Berghagen härstammar på mödernet från Vintjärn, och hans morfar och dennes far var båda gruvförvaltare i Vintjärn.

### Konst
Elof Vestgren, självlärd målare från Vintjärn, har återgett en omfattande dokumentation av bymiljöer från 1920-talet och fyra årtionden framåt. På pannåer eller masonit återgav han med pensel och oljefärg byggnader och miljöer som, i den mån de alls finns kvar, till stor del har förändrats genom åren. Sommartid satte han gärna upp sitt staffli utomhus, och trots att myggen stundtals sved i skinnet målade han ärligt och med stor noggrannhet det ögat såg.

## Idrott
Medlemmar i Vintjärns Idrottsklubb har under åren varit aktiva i flera olika lagidrotter. Det har funnits både fotbollslag och ishockeylag. Den ideella föreningen registrerades 1971, men idrott har utövats långt innan dess.

### Skidspår
Vintjärnsspåret är ett 9 km långt skidspår. Spåret löper på skogsbilväg genom skogen öster om Vintjärn och sköts av Svärdsjö IF. Dubbla spår prepareras, ett för löpare på väg ut och ett på väg in. Spåret förgrenar sig efter en dryg kilometer och det högra spåret har en lång utförsbacke. I botten av backen kan det kalla dagar vara många grader kallare än på toppen. Här vänder spåret vid en vändplan. Den andra slingan är i det närmaste platt och ger många kilometer med stakning.